# جبل السكري
 جبل السكري  هو جبل على بعد 30 كليو متر جنوب غرب مدينة مرسى علم بمحافظة البحر الأحمر بجمهورية مصر العربية يوجد بالجبل منجم السكري لإستخراج الذهب، يقدر طول الجبل بحوالي 500 متر.